# Seznam egyptských fotografek

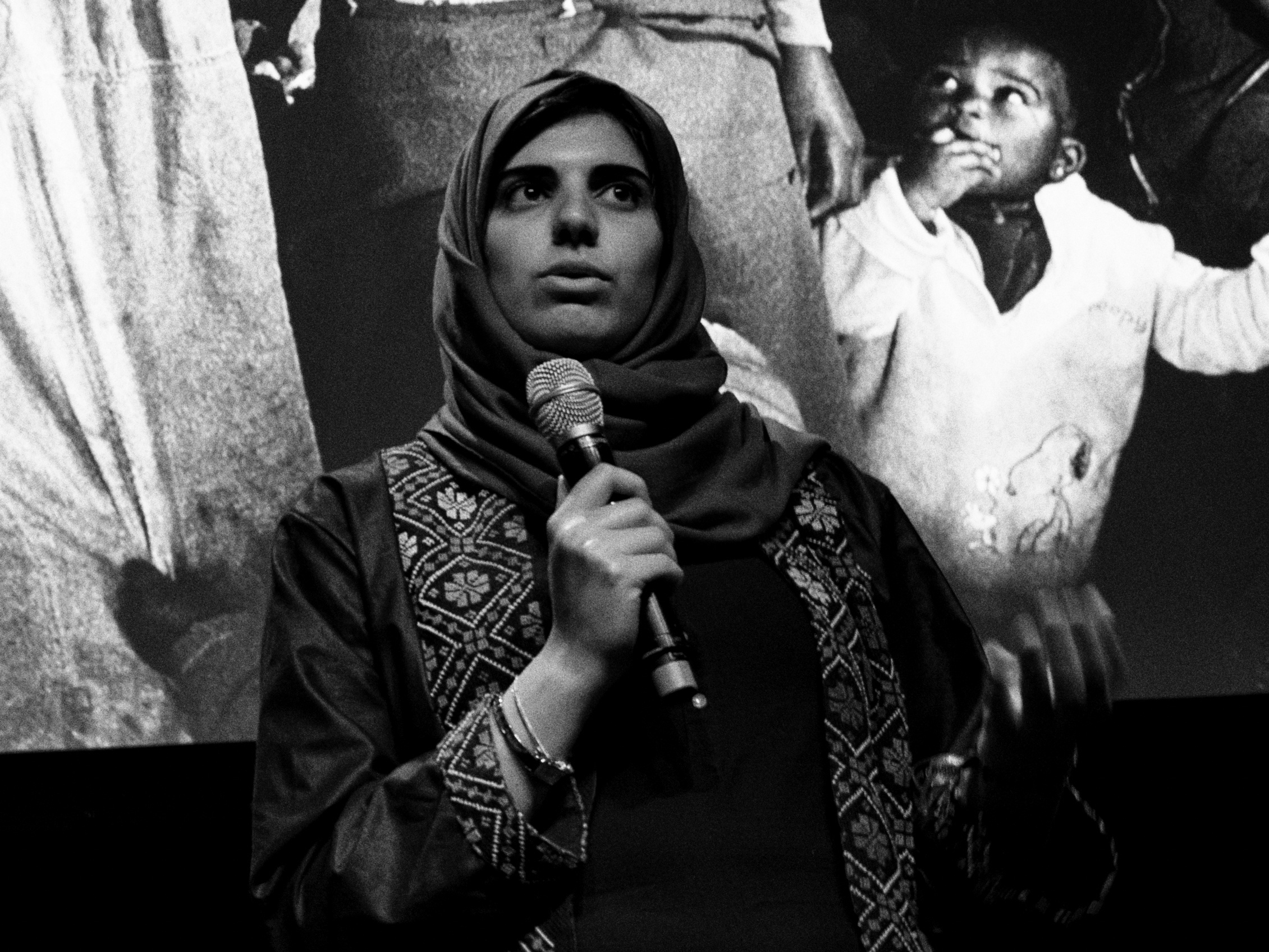
Heba Khamisová (* 1988), fotožurnalistka, zpráva o žehlení prsou v Kamerunu jí vynesla první cenu World Press Photo 2018 v kategorii Současné problémy

Toto je seznam egyptských fotografek, které se v Egyptě narodily nebo jejichž díla jsou s touto zemí úzce spojena.

## B
- Lara Baladi (* 1969), egyptsko-libanonská fotografka, multimediální umělkyně

## E
- Laura El-Tantawy (* 1980), nezávislá umělecká fotografka

## G
- Lina Geoushy (* 1990), vizuální umělkyně a fotografka

## H
- Nermine Hammam (* 1967), grafická designérka, výtvarnice, fotografka

## K
- Heba Khamisová (* 1988), fotožurnalistka, zpráva o žehlení prsou v Kamerunu jí vynesla první cenu World Press Photo 2018 v kategorii Současné problémy

## L
- Huda Lutfi (* 1948), vizuální umělkyně, kulturní historička

## N
- Rana El Nemr (* 1974), vizuální umělkyně

## T
- Laura El-Tantawy (* 1980) britsko-egyptská fotografka a fotožurnalistka